# حبل شكيمة

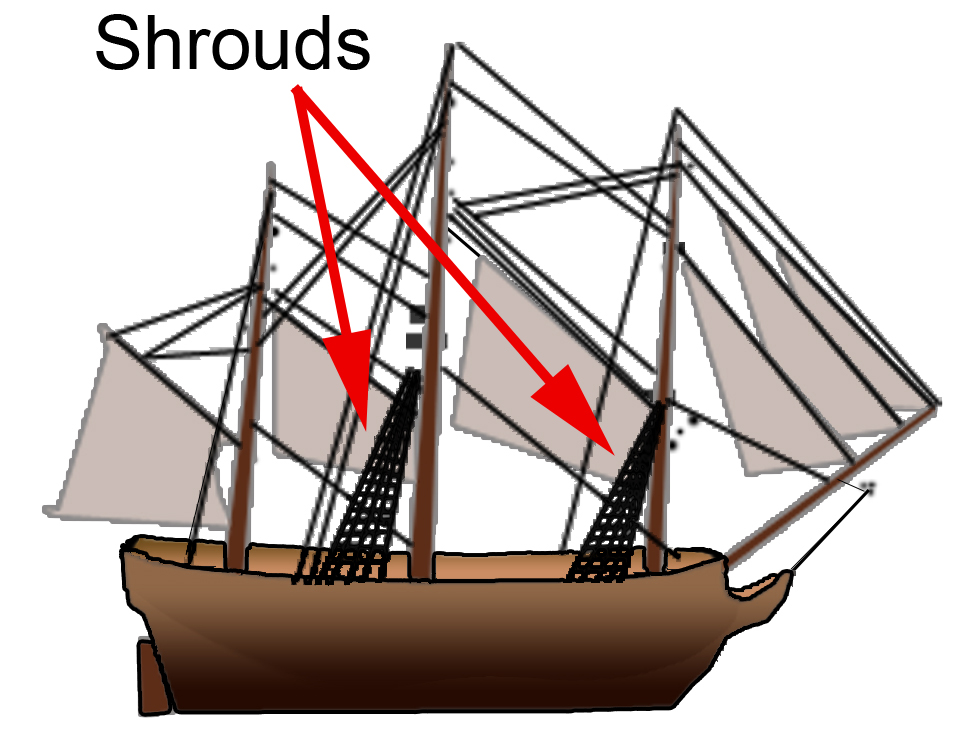
حبال الصاري كما بدت في السفن في أواخر القرن الثامن عشر.

حبال الشكيمة (الجمع: حبال الشكائم) هي قطع من الحبال المنسوجة والمربوطة ببعضها، وهي الجزء الأهم الذي يساعد على وقوف الصاري على متن السفن والقوارب الشراعية. في كثير من الأحيان يوجد أكثر من حبل شكيمة واحد على كل جانب من جوانب القارب. وعادةً ما تُربط حبال الشكيمة في الجزء العلوي من الصاري، وقد تُربط الحبال الإضافية بأسفل الصاري، ولكن ذلك يعتمد على تصميم القارب. تُرفق الحبال بشكل متناظر على الجوانب. وبالنسبة لتلك الحبال التي تربط على ارتفاع الصاري، يجب استخدام زاوية إسقاط من الصاري لزيادة زاوية الحبل وتوفير المزيد من الدعم للصاري.